# Andrew Jarrett
Andrew Jarrett, né le 9 janvier 1958 à Belper, est ancien joueur de tennis britannique.

## Palmarès

### Titre en double messieurs
| No | Date       | Nom et lieu du tournoi          | Catégorie | Dotation | Surface    | Partenaire     | Finalistes                      | Score    |  |
| -- | ---------- | ------------------------------- | --------- | -------- | ---------- | -------------- | ------------------------------- | -------- |  |
| 1  | 11-01-1982 | Benson and Hedges Open Auckland |           | 75 000 $ | Dur (ext.) | Jonathan Smith | Larry Stefanki Robert Van't Hof | 7-5, 7-6 |  |

### Finales en double messieurs
| No | Date       | Nom et lieu du tournoi                | Catégorie       | Dotation | Surface         | Vainqueurs                    | Partenaire     | Score         |  |
| -- | ---------- | ------------------------------------- | --------------- | -------- | --------------- | ----------------------------- | -------------- | ------------- |  |
| 1  | 01-01-1979 | New Zealand Open Auckland             |                 | 50 000 $ | Dur (ext.)      | Bernard Mitton Kim Warwick    | Jonathan Smith | 6-3, 2-6, 6-3 |  |
| 2  | 19-03-1979 | Open de Lorraine Nancy                |                 | 50 000 $ | Dur (int.)      | Klaus Eberhard Karl Meiler    | Robin Drysdale | 4-6, 7-6, 6-3 |  |
| 3  | 08-09-1980 | British Hard Court Bournemouth        | GP World Series | 50 000 $ | Terre (ext.)    | Eddie Edwards Lennert Edwards | Jonathan Smith | 6-3, 6-7, 8-6 |  |
| 4  | 26-10-1981 | Open de Paris-Bercy Paris             | GP World Series | 50 000 $ | Moquette (int.) | Ilie Năstase Yannick Noah     | Jonathan Smith | 6-4, 6-4      |  |
| 5  | 04-01-1982 | Tournoi de tennis d'Adélaïde Adélaïde |                 | 75 000 $ | Gazon (ext.)    | Mark Edmondson Kim Warwick    | Jonathan Smith | 7-5, 4-6, 7-6 |  |